# FEM3
TV2 Klub (antes FEM3) es un canal de televisión privado de Hungría, perteneciente a TV2 Csoport. Se trata de un canal dirigido al público femenino.

## Historia
Los nombres que se barajaron para el canal fueron TV3 y FEM TV. Finalmente, se optó por el nombre de FEM3. Inició emisiones el 1 de enero de 2010.
Inicialmente, el canal solo iniciaba sus programas y series a las 7:00 y terminaba a las 2:00. Posteriormente, en 2014, adoptó una programación de 24 horas.
TV2 Csport anunció cambios el 10 de mayo de 2016, que incluyó el reposicionamiento de FEM3. La antigua frecuencia del canal fue ocupada por el canal Prime. Sin embargo, se anunció que FEM3 no cerraría, sino que su imagen y programación se renovarían en una nueva frecuencia.
El 8 de marzo de 2024, el canal cambió de nombre a TV2 Klub, adoptando su actual imagen corporativa.